# Sotekia
Sotekia is een geslacht van hooiwagens uit de familie Epedanidae.
De wetenschappelijke naam Sotekia is voor het eerst geldig gepubliceerd door S. Suzuki in 1982. 

## Soorten
Sotekia is monotypisch en omvat slechts de volgende soort:
- Sotekia minima